# مالتول

## الأسماء المرادفة
3-Hydroxy-2-methyl-(1,4-pyran) ; 3-hydroxy-2-methyl-4-pyrone ; E636 ; larixinic acid ; 2-methyl-3-hydroxy-4-pyrone ; 2-methyl pyromeconic acid ; Vetol.

## الاستخدام الصيدلاني
يُعتبر من المطعمات و معزّزات النكهة .
حيث يُستخدم المالتول في الأشكال الصيدلانية والمنتجات الغذائية كعامل مطعم أو معزز للنكهة .
حيث يُستخدم في الأطعمة بتركيزات أعلى من 30 جزء من مليون جزء (30 ppm ) فهو يضفي نكهة و مذاقاً على المعجنات .
يمتلك المالتول فعالية جيدة في تحلية المنتجات الغذائية عند استخدامه بتراكيز تتراوح بين (5-75) جزء من مليون (5-75 ppm ) مما يسمح بتخفيض نسبة السكر إلى 15% .
يدخل المالتول أيضاً في صناعة العطور حيث يُستخدم بتركيزات منخفضة .

## التأثير على صحة الجسم
لقد تم تصنيف المالتول في فئة المواد غير السامّة و غير المخرشة ، و لقد أظهرت الدراسات التي أجريت على الحيوانات أن المالتول جيد التحمل و لا يسبب أي آثار سميّـة ، إلا أن تجارب أجريت على الفئران والكلاب بإطعامها 200 ملغ/كغ من المالتول يومياً و لمدة سنتين أدت إلى ظهور آثار سلبية على الجهاز التناسلي و على الأجنة .
لقد حددت منظمة الصحة العالمية الحد اليومي المسموح به من المالتول بـ 1 ملغ/كغ من وزن الجسم .
			LD50 (chicken,oral) = 3.72 g/kg
			LD50 (guinea pig,oral) = 1.41 g/kg
			LD50 (mouse,oral) = 0.55 g/kg
			LD50 (mouse,SC) = 0.82 g/kg
			LD50 (rabbit,oral) = 1.62 g/kg
			LD50 (rat,oral) = 1.41 g/kg